# Campionato argentino di calcio
Il campionato argentino di calcio comprende una serie di competizioni organizzate dalla Federazione calcistica dell'Argentina (AFA) e interconnesse tra loro in modo gerarchico attraverso un sistema di promozioni e retrocessioni. 
si suddivide in una serie di categorie interconnesse tra loro in modo gerarchico, dove il massimo livello è rappresentato dalla Primera División. I cinque livelli più elevati sono sotto l'egida della Federazione calcistica dell'Argentina (AFA).

## Struttura
In linea generale, il sistema di disputa dei rispettivi campionati è molto simile a quello europeo. Ogni squadra è inserita in uno specifico campionato (división) nel quale affronta le altre squadre con lo scopo di arrivare più in alto possibile nella graduatoria a punti stagionale, la classifica. I singoli regolamenti dei tornei stabiliscono poi un sistema di promozioni e retrocessioni (ascensos e descensos): le migliori squadre di ogni categoria acquisiscono il diritto di disputare la stagione successiva nella categoria immediatamente superiore, mentre le peggiori vengono "punite" per la loro prestazione negativa venendo inserite nella categoria immediatamente inferiore.
Per quanto riguarda le retrocessioni, tuttavia, esiste una differenza sostanziale rispetto ai campionati europei. In alcune categorie (per esempio nella Primera División e nella Primera Nacional) il descenso viene regolato attraverso il complicato sistema del promedio. Il regolamento, cioè, prevede che a retrocedere siano soltanto le squadre con la peggior media punti calcolata considerando la permanenza nella categoria di quella squadra. Attualmente, ad esempio, il regolamento della Primera División 2016 prevede che retrocede la squadra con il peggior promedio, considerando ai fini di questo calcolo le ultime tre stagioni di ogni squadra nella categoria.
Nella struttura del calcio argentino si riflette ancora la divisione fra squadre direttamente affiliate alla AFA e squadre soltanto indirettamente affiliate che provengono dal resto del paese. Mentre per i primi due livelli (Primera División e Primera Nacional) la divisione non ha alcuna rilevanza, per le categorie inferiori la divisione assume importanza organizzativa.
Al di sotto della Primera B Nacional, le squadre facenti parte direttamente della AFA disputano i campionati della Primera B, Primera C e Torneo Promocional Amateur. Abitualmente questi campionati vengono definiti della zona "Metropolitana" perché a questi tornei partecipano soltanto le squadre della città di Buenos Aires, del suo conurbano e ventuno squadre delle città di Rosario, La Plata, Santa Fe, Zárate, Campana, Luján, Junín, Pilar, Cañuelas e Mercedes che fin dall′inizio della loro storia si sono aggregate alla AFA. Le squadre affiliate alla AFA per via indiretta (cioè grazie alla loro affiliazione alle leghe regionali che si sono federate con la AFA) disputano il Torneo Federal A e il Torneo Regional Federal. Questi tornei vengono definiti dell'interior allo scopo di rimarcare la provenienza delle squadre che vi militano dal resto del paese. Tuttavia, nonostante la loro affiliazione alle differenti leghe regionali, l′organizzazione e la regolamentazione di questi campionati è affidata al Consejo Federal della AFA.
Al di sotto del quinto livello esistono poi i vari campionati regionali, esistenti naturalmente soltanto per le squadre indirettamente affiliate alla AFA.
| Livello | Divisione                                  | Divisione                                    |
|         | Squadre affiliate alla AFA per via diretta | Squadre affiliate alla AFA per via indiretta |
| ------- | ------------------------------------------ | -------------------------------------------- |
| 1°      | Primera División                           | Primera División                             |
| 2°      | Primera B Nacional                         | Primera B Nacional                           |
| 3°      | Primera B                                  | Torneo Federal A                             |
| 4°      | Primera C                                  | Torneo Regional Federal                      |
| 5°      | Torneo Promocional Amateur                 | Campionati Regionali                         |

## Storia
È a partire dal 1893 che si organizzano tornei ufficiali di calcio in Argentina sotto il "cappello" organizzativo della AFA (o di sue precedenti configurazioni). Tuttavia già nel 1891 si è disputata la prima edizione del campionato organizzata dalla Argentine Association Football League, entità che è scomparsa lo stesso anno e che l'odierna AFA non riconosce come suo predecessore ufficiale (nonostante consideri questo campionato come effettivamente disputato).
Nella storia del calcio argentino si distinguono tradizionalmente due periodi storici: un primo periodo, chiamato amateurismo e un secondo periodo, iniziato nel 1931 e tuttora in corso, conosciuto come profesionalismo. Fra i due periodi si individua una fase intermedia durata dal 1931 al 1934.
Fino alla stagione 1985/1986 al campionato di calcio potevano partecipare soltanto le squadre affiliate direttamente alla AFA, cioè quegli equipos che provenivano da Buenos Aires, dal suo hinterland e da poche altre città importanti. Con la riforma dei fútbol argentino di metà anni 80 la volontà della AFA è stata quella di comprendere nella sua organizzazione anche quel "mondo" di squadre esistenti nell′interior dello stato appartenenti alle rispettive leghe regionali (anche se già dal 1967 la AFA organizzava tornei riservati alle squadre indirettamente a lei affiliate, come il Torneo Regional, il Campeonato Nacional e il Torneo Promocional).

### Tornei per anno
| Periodo   | 1° Livello                                  | 2° Livello                 | 3° Livello              | 4° Livello              | 5° Livello                 | 6° Livello           |
| --------- | ------------------------------------------- | -------------------------- | ----------------------- | ----------------------- | -------------------------- | -------------------- |
| 1891-1898 | Primera División                            |                            |                         |                         |                            |                      |
| 1899      | Primera División                            | Segunda División           |                         |                         |                            |                      |
| 1900-1910 | Primera División                            | Segunda División           | Tercera División        |                         |                            |                      |
| 1911      | Primera División                            | División Intermedia        | Segunda División        | Tercera División        |                            |                      |
| 1912-1914 | Primera División (AFA)                      | División Intermedia (AFA)  | Segunda División (AFA)  | Tercera División (AFA)  |                            |                      |
| 1912-1914 | Primera División (FAF)                      | División Intermedia (FAF)  | Segunda División (FAF)  | Tercera División (FAF)  |                            |                      |
| 1915-1918 | Primera División                            | División Intermedia        | Segunda División        | Tercera División        |                            |                      |
| 1919-1926 | Primera División (AFA)                      | División Intermedia (AFA)  | Segunda División (AFA)  | Tercera División (AFA)  |                            |                      |
| 1919-1926 | Primera División (AAmF)                     | División Intermedia (AAmF) | Segunda División (AAmF) | Tercera División (AAmF) |                            |                      |
| 1927-1930 | Primera División                            | Primera División B         | División Intermedia     | Tercera División        |                            |                      |
| 1931-1932 | Primera División (AFA)                      | División Intermedia (AFA)  | Segunda División (AFA)  | Tercera División (AFA)  |                            |                      |
| 1931-1932 | Primera División (LAF)                      |                            |                         |                         |                            |                      |
| 1933      | Primera División (AFA)                      | Segunda División (AFA)     | Tercera División (AFA)  |                         |                            |                      |
| 1933      | Primera División (LAF)                      |                            |                         |                         |                            |                      |
| 1934      | Primera División (AFA)                      | Segunda División (AFA)     | Tercera División (AFA)  |                         |                            |                      |
| 1934      | Primera División (LAF)                      | Segunda División (LAF)     |                         |                         |                            |                      |
| 1935-1942 | Primera División                            | Segunda División           | Tercera División        |                         |                            |                      |
| 1943-1946 | Primera División                            | Segunda División           | Primera Amateur         |                         |                            |                      |
| 1947-1948 | Primera División                            | Segunda División           | Tercera División        |                         |                            |                      |
| 1949      | Primera División                            | Primera División B         | Tercera División        |                         |                            |                      |
| 1950-1961 | Primera División                            | Primera División B         | Segunda División        | Tercera División        |                            |                      |
| 1962-1966 | Primera División                            | Primera División B         | Primera División C      | División Superior       |                            |                      |
| 1967-1985 | Primera División (Metropolitano / Nacional) | Primera División B         | Primera División C      | Primera División D      |                            |                      |
| 1967-1985 | Primera División (Metropolitano / Nacional) | Torneo Regional            | Campionati regionali    |                         |                            |                      |
| 1985-1986 | Primera División                            | Primera División B         | Primera División C      | Primera División D      |                            |                      |
| 1985-1986 | Primera División                            | Torneo Regional            | Campionati regionali    |                         |                            |                      |
| 1986-1995 | Primera División                            | Nacional B                 | Primera B               | Primera C               | Primera D                  |                      |
| 1986-1995 | Primera División                            | Nacional B                 | Torneo del Interior     | Campionati regionali    |                            |                      |
| 1995-2005 | Primera División                            | Primera B Nacional         | Primera B               | Primera C               | Primera D                  |                      |
| 1995-2005 | Primera División                            | Primera B Nacional         | Torneo Argentino A      | Torneo Argentino B      | Campionati regionali       |                      |
| 2005-2014 | Primera División                            | Primera B Nacional         | Primera B               | Primera C               | Primera D                  |                      |
| 2005-2014 | Primera División                            | Primera B Nacional         | Torneo Argentino A      | Torneo Argentino B      | Torneo Argentino C         | Campionati regionali |
| 2014      | Primera División                            | Primera B Nacional         | Primera B               | Primera C               | Primera D                  |                      |
| 2014      | Primera División                            | Primera B Nacional         | Torneo Federal A        | Torneo Federal B        | Torneo Argentino C         | Campionati regionali |
| 2015-2017 | Primera División                            | Primera B Nacional         | Primera B               | Primera C               | Primera D                  |                      |
| 2015-2017 | Primera División                            | Primera B Nacional         | Torneo Federal A        | Torneo Federal B        | Torneo Federal C           | Campionati regionali |
| 2017-2018 | Superliga                                   | Primera B Nacional         | Primera B               | Primera C               | Primera D                  |                      |
| 2017-2018 | Superliga                                   | Primera B Nacional         | Torneo Federal A        | Torneo Federal B        | Torneo Federal C           | Campionati regionali |
| 2018-2020 | Superliga                                   | Primera B Nacional         | Primera B               | Primera C               | Primera D                  |                      |
| 2018-2020 | Superliga                                   | Primera B Nacional         | Torneo Federal A        | Torneo Federal Amateur  | Campionati regionali       |                      |
| 2021-2023 | Primera División                            | Primera B Nacional         | Primera B               | Primera C               | Primera D                  |                      |
| 2021-2023 | Primera División                            | Primera B Nacional         | Torneo Federal A        | Torneo Federal Amateur  | Campionati regionali       |                      |
| 2024-     | Primera División                            | Primera B Nacional         | Primera B               | Primera C               | Torneo Promocional Amateur |                      |
| 2024-     | Primera División                            | Primera B Nacional         | Torneo Federal A        | Torneo Federal Amateur  | Campionati regionali       |                      |